# ماروین ویلیامز
ماروین ویلیامز (انگلیسی: Marvin Williams؛ زادهٔ ۱۹ ژوئن ۱۹۸۶) یک بازیکن بسکتبال اهل ایالات متحده آمریکا است. از باشگاه‌هایی که در آن بازی کرده‌است می‌توان به آتلانتا هاوکس و یوتا جاز اشاره کرد.